# Anfisbena
A anfisbena ou anfisbênia é o nome genérico de répteis escamados popularmente chamados, no Brasil, de cobra-de-duas-cabeças, por ter a cauda arredondada, mais ou menos no mesmo formato da cabeça. Anfisbenas não são os mesmos animais que as cobras-cegas, a começar pelo fato de que estas pertencem à Classe Amphibia. As anfisbenas são répteis, com o corpo dotado de escamas e com cloaca localizada transversalmente em relação ao plano do tronco.  Atualmente, a anfisbena não é classificada nem como lagarto nem dentro do grupo das serpentes, como já foi anteriormente, mas numa subordem à parte, Amphisbaenia. Também designada como ibicara, ibijara, licranço, mãe-de-saúva e ubijara.
A anfisbena é o único réptil verdadeiramente cavador, ou seja, ela cava seus próprios túneis, utilizando seu crânio bastante duro, em movimentos de um lado para o outro. A anfisbena possui hábitos subterrâneos e é carnívora, alimentando-se de pequenos insetos que penetram em seus túneis, e também, com menos frequência, caça na superfície. Apesar de ser agressiva e possuir uma forte mordida e dentes afiados, a anfisbena, por não ser uma ofídea, não é peçonhenta.
Apesar de ser conhecida como cobra-cega em alguns lugares, vale ressaltar que não pertence aos gimnofionos, já que estes são anfíbios, nem cobras, já que elas pertencem a uma subordem diferente, e nem lagartos ápodes, já que eles pertencem à subordem Sauria.

## Amphisbaena

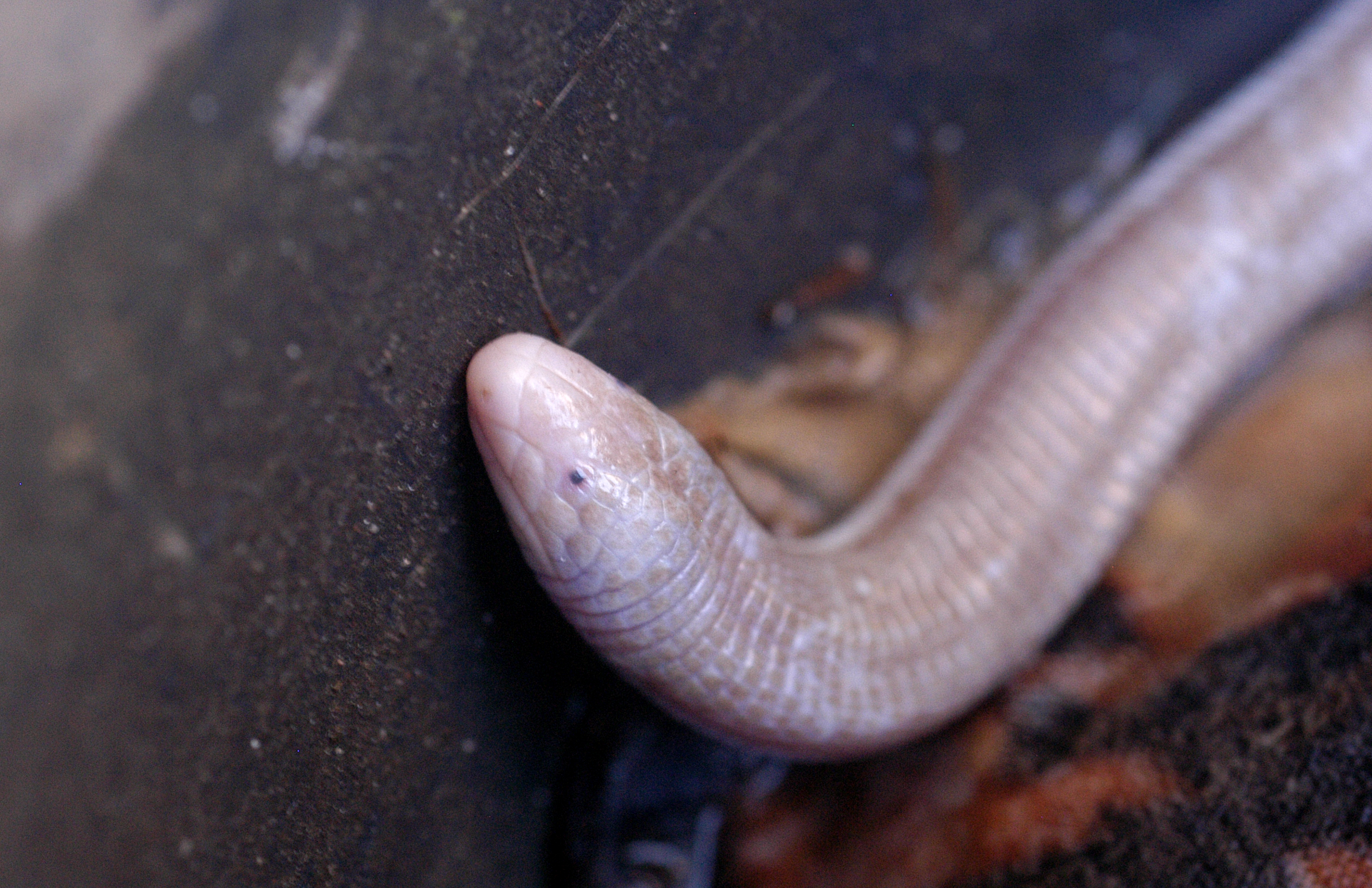
Amphisbaena (Ba)
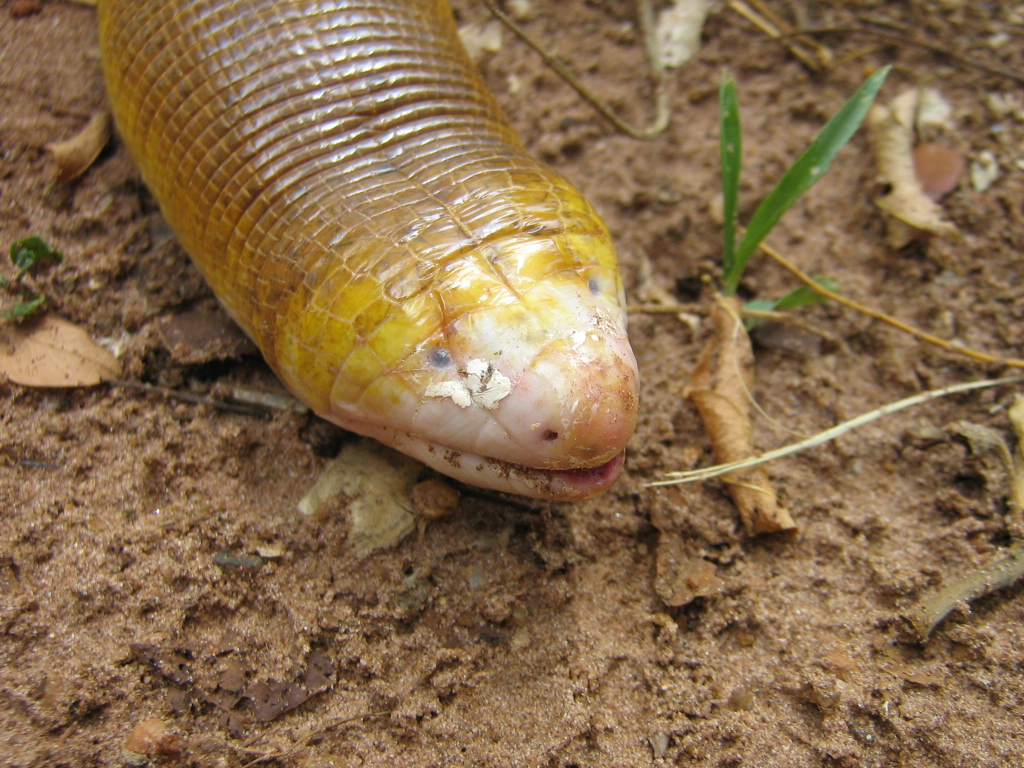
Amphisbaena alba
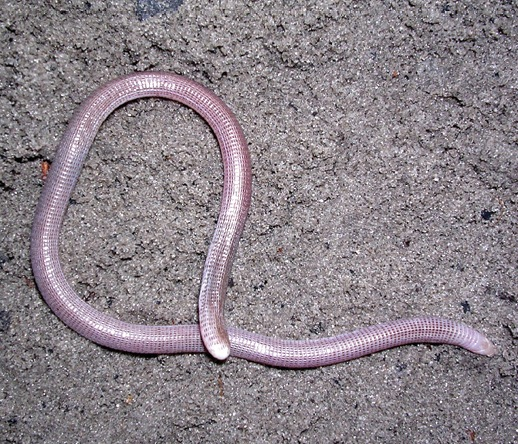
Amphisbaena ibijara
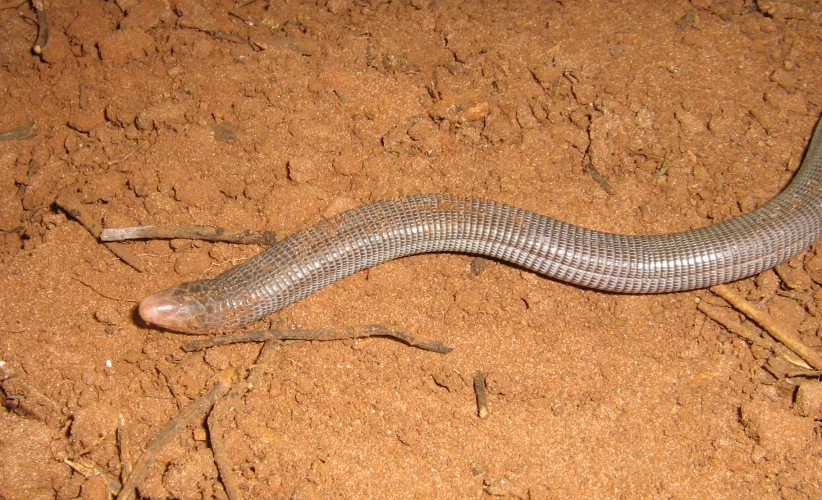
Amphisbaena mertensii
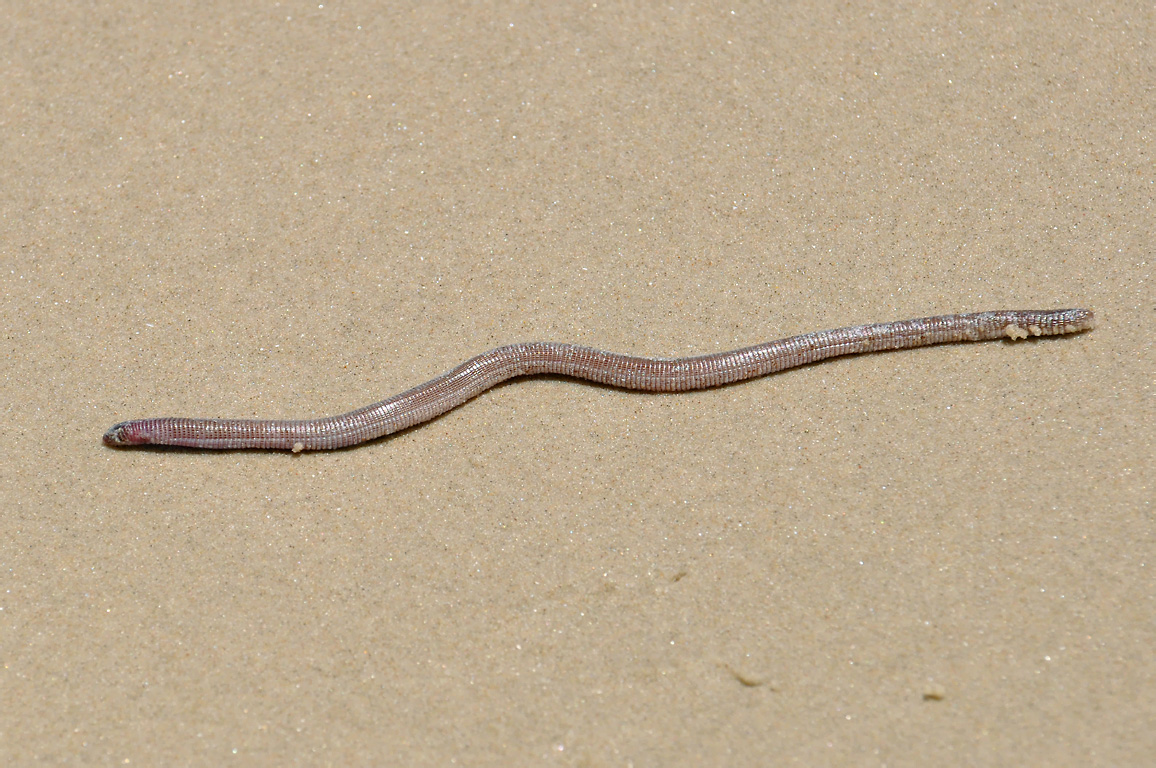
Amphisbaena trachura
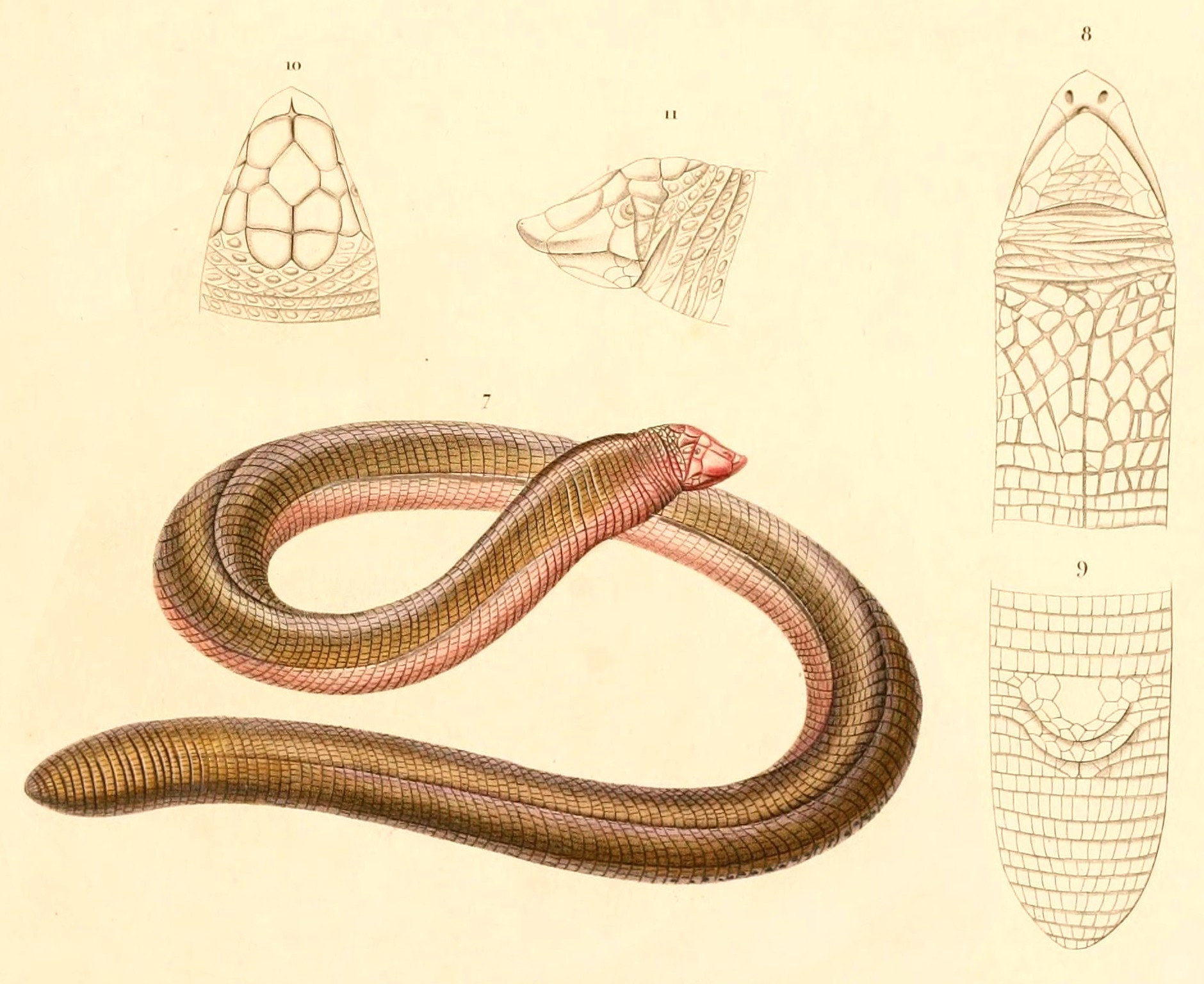
A. microcephalum
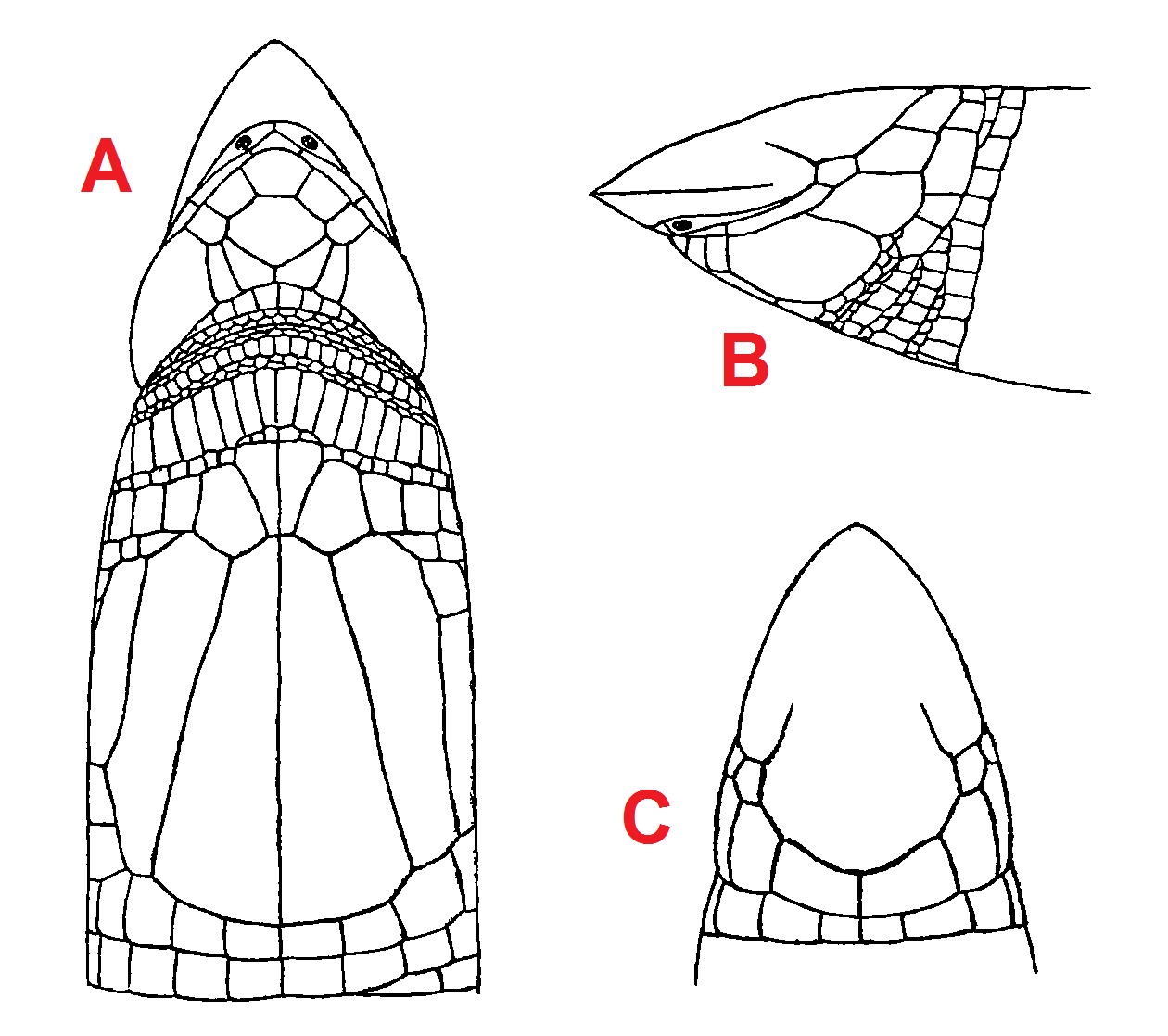
Anatomia da cabeça